# 모데나레지오의 공위 계승 순위
모데나레지오 공국은 1859년 리소르지멘토의 결과, 사르데냐 왕국에 합병된다. 하지만 모데나 레지오의 공가였던 오스트리아에스테 공작가는 합스부르크로트링겐 왕가에 잠시 합쳐졌지만, 1917년 이후 분리되어 유지되고 있으며, 이름뿐인 작위인 모데나와 레지오의 공위도 같이 계승되고 있다. 현재 모데나 레지오의 공작은 오스트리아에스테 대공 로렌츠이며, 공위 계승 순위 1위는 오스트리아에스테 대공 아마데오이다.

## 공위 계승 순위
1. 아메데오 폰 외스터라이히에스테 (1986년), 로렌츠 폰 외스터라이히에스테의 아들.
2. 막시밀리안 폰 외스터라이히에스테 (2019년), 아메데오 폰 외스터라이히에스테의 아들.
3. 요아킴 폰 외스터라이히에스테 (1991년), 로렌츠 폰 외스터라이히에스테의 아들.
4. 게르하르트 폰 외스터라이히에스테 (1957년), 로베르트 폰 외스터라이히에스테의 아들.
5. 마틴 폰 외스터라이히에스테 (1959년), 로베르트 폰 외스터라이히에스테의 아들.
6. 바르톨로메우스 폰 외스터라이히에스테 (2006년), 마르틴 폰 외스터라이히에스테의 아들.
7. 에마누엘 폰 외스터리이히에스테 (2008년), 마르틴 폰 외스터라이히에스테의 아들.